# Cheonchuksa
Cheonchuksa ist ein buddhistischer Tempel in der Provinz Gyeonggi-do in Südkorea und liegt nahe der Hauptstadt Seoul am östlichen Fuß des Dobongsan. Er gehört dem Jogye-Orden an.

## Geschichte
Der Cheonchuksa-Tempel wurde im Jahre 673 als Okcheonam-Einsiedelei durch einen Schüler des Mönchs Uisang errichtet. Im 12. Jahrhundert wurde er als Yeongguksa bekannt, im Jahre 1398 wurde der Tempel erweitert und umgebaut. Er erhielt schließlich seinen heutigen Namen. Der Tempel wurde mehrfach renoviert, zunächst 1474 unter König Seongjong (성종) (1469–1494), danach 1812, 1931 und zuletzt 1936.